# Asano Nagaakira
Asano Nagaakira est un nom japonais traditionnel ; le nom de famille (ou le nom d'école), Asano, précède donc le prénom (ou le nom d'artiste).
Asano Nagaakira (浅野 長晟, 18 mars 1586 - 16 octobre 1632) est un samouraï du début de l'époque d'Edo et daimyō du domaine de Wakayama avant d'être transféré au domaine de Hiroshima.

## Biographie
Né Asano Iwamatsu, il est le fils d'Asano Nagamasa, un des obligés importants de Toyotomi Hideyoshi. En 1594, Nagaakira devient lui-même obligé de Toyotomi et reçoit une pension de 3 000 koku. Six ans plus tard, comme il range ses forces au côté de Tokugawa Ieyasu à la bataille de Sekigahara, il est ensuite récompensé du domaine d'Ashimori d'une valeur de 24 000 koku.
Son frère Yukinaga meurt sans descendance en 1613, Nagaakira lui succède et devient daimyō du domaine de Wakayama. Lors du siège d'Osaka, il commande une partie de l'armée de Tokugawa Ieyasu. Au cours de l'été 1615, l'armée de l'Ouest de Toyotomi Hideyori se met en mouvement pour attaquer le château d'Asano à Wakayama. Bien que la plus grande partie des forces d'Asano se trouve occupée au siège de la forteresse de Toyotomi à Ōsaka, la garnison restante est supérieure en nombre aux guerriers de l'armée de l'Ouest et Asano mène ses hommes à la rencontre de l'ennemi à la bataille de Kashii.
Asano prend également part à la bataille de Tennōji, ultime et décisive bataille du siège d'Ōsaka, au cours de laquelle il commande l'arrière-garde de Tokugawa. En 1619, il reçoit le domaine de Hiroshima dans la province d'Aki, qui deviendra le fief du clan Asano pendant de nombreuses générations. Nagaakira est marié à Furi-hime, troisième fille de Tokugawa Ieyasu.

## Source de la traduction
- (en) Cet article est partiellement ou en totalité issu de l’article de Wikipédia en anglais intitulé « Asano Nagaakira » (voir la liste des auteurs).